# Bibelmuseum Münster

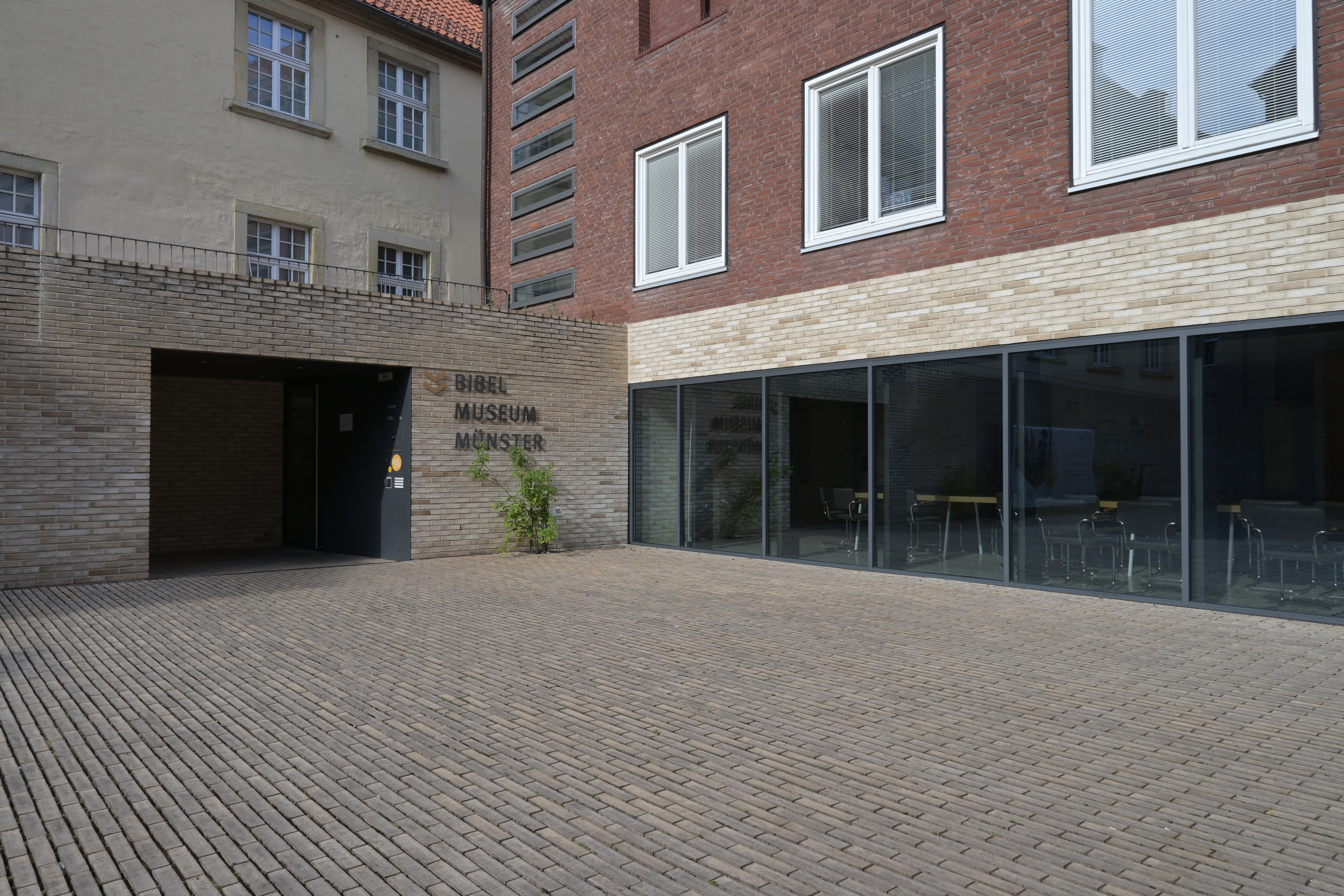
Bibelmuseum Münster (2025)

Das Bibelmuseum der Universität Münster ist das umfassendste Museum zur Geschichte der Bibel in Deutschland. Die Ausstellung enthält Handschriften, Drucke und andere Originale vor allem zur Geschichte des Neuen Testaments von den handschriftlichen Anfängen bis in die Gegenwart.

## Sammlung
Die Sammlung des Bibelmuseums umfasst Handschriften, Drucke seit dem 16. Jahrhundert und andere Exponate vor allem des griechischen Neuen Testaments. Weitere Themengebiete sind Handschriften und Drucke der lateinischen Bibel, der deutschen Bibel, insbesondere die Übersetzung von Martin Luther, sowie weitere moderne Bibelübersetzungen. Die Ausstellung zeigt insgesamt 1500 Bibeln, Handschriften und Schriftfragmente, außerdem Bibelillustrationen sowie einen originalgetreuen Nachbau der Gutenbergpresse.

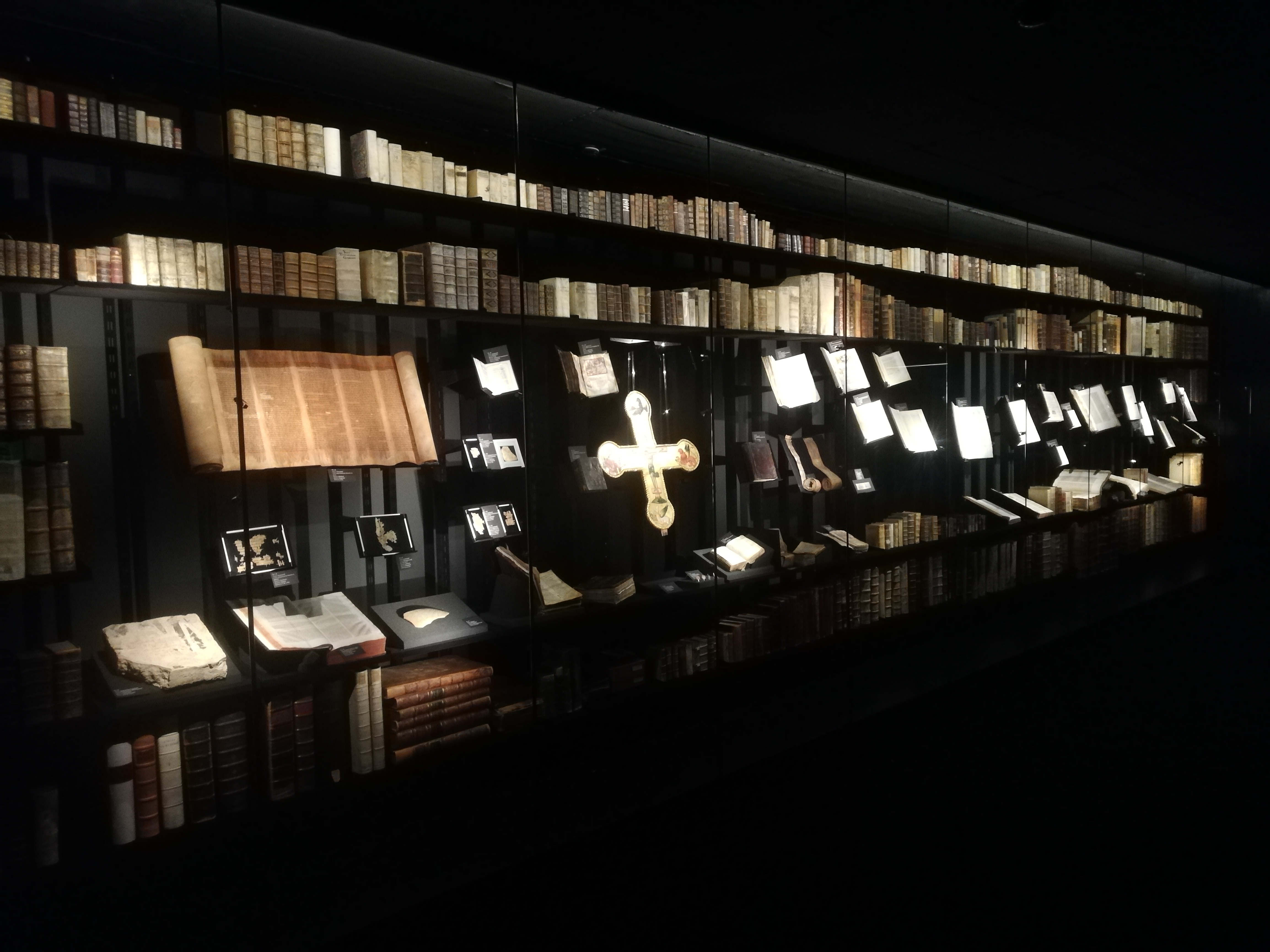
Innenansicht Bibelmuseum Münster

Neben diesen Exponaten aus eigenen Beständen werden auch regelmäßig Leihgaben der privaten Schøyen Collection aus Oslo für die Öffentlichkeit ausgestellt. Im April 2010 erhielt das Bibelmuseum Deutschlands größte private Bibelsammlung des Sammlers Walter Remy. Diese altsprachliche Bibelsammlung umfasst 379 lateinische, 200 griechische und 16 mehrsprachige Bibeln aus dem 16. bis 18. Jahrhundert. Derzeit sind 37 Digitalisate von gedruckten Bibeln der Sammlung frei zugänglich. Weiterhin sind die 22 griechischen Handschriften des Museums digitalisiert und stehen im „New Testament Virtual Manuscript Room (NTVMR)“ des Instituts für Neutestamentliche Textforschung zur Verfügung.

## Geschichte
Das Museum wurde als eine Abteilung des Instituts für Neutestamentliche Textforschung der Universität von Kurt Aland gegründet. Die feierliche Eröffnung fand am 8. März 1979 in Anwesenheit des damaligen Bundespräsidenten Walter Scheel statt. Der erste Standort war die Georgskommende 7. Eine private Sammlung bildete den Grundstock der Ausstellung, ergänzt durch den bereits vorhandenen Bestand des Instituts. In den darauffolgenden Jahren wuchs die Sammlung kontinuierlich an, auch durch bedeutsame Exponate.
Im Jahre 1986 übernahm Barbara Aland die Leitung des Museums. Es erfolgte eine Erweiterung um drei weitere Räume. Insgesamt werden seitdem etwa 350 Exponate dauerhaft ausgestellt, der Rest zum Teil durch Sonderausstellungen. 2004 übernahm Holger Strutwolf die Leitung des Museums, Kustos des Museums ist seit 2017 Jan Graefe. Gegen Ende des Jahres 2006 erfolgte der Umzug an den aktuellen Standort an die Pferdegasse gegenüber dem LWL-Museum für Kunst und Kultur. Von 2014 bis 2019 war das Museum wegen umfassender Umbauarbeiten und einer Neukonzeption der Sammlungspräsentation geschlossen, für die zunächst neun Monate vorgesehen waren.

## Videos
- Fernsehbericht über die Eröffnung des Bibelmuseums und die Arbeit des INTF, 1979